# Gli stoici dicono cose più assurde dei poeti
Gli stoici dicono cose più assurde dei poeti è un breve testo filosofico che ci è stato trasmesso dai manoscritti derivanti dalla collezione planudea dei Moralia di Plutarco sotto il titolo di Σύνοψις τοῦ Ὅτι παραδοξότερα τῶν ποιητῶν οἱ Στοικοί λέγουσι e costituisce il sommario del trattato 79 del Catalogo di Lampria. 
Secondo alcuni studiosi, tuttavia, non si tratterebbe di un vero trattato, ma piuttosto di un divertissement retorico di breve estensione. Tuttavia la critica resta maggiormente orientata verso l’ipotesi della sintesi: un ignoto compilatore avrebbe selezionato alcuni passi esemplari del trattato, tralasciandone altri per i suoi scopi di epitomatore .
Il punto dell’argomentazione dell'opera originale era che i poeti, pur creando personaggi fantastici e dotati di poteri soprannaturali, hanno dato prova di maggiore coerenza rispetto ai filosofi della scuola stoica, che invece si sono ridicolmente contraddetti assegnando al loro saggio prerogative nettamente superiori al genere umano, ma ammettendo per il resto che essi siano soggetti a tutte le difficoltà e le sventure degli altri uomini, anche se tali peripezie non possono intaccarne l’assoluta serenità e beatitudine.